# Parawixia velutina
Parawixia velutina är en spindelart som först beskrevs av Władysław Taczanowski 1878.  Parawixia velutina ingår i släktet Parawixia och familjen hjulspindlar. Inga underarter finns listade i Catalogue of Life.